# Zonsverduistering van 30 maart 2052

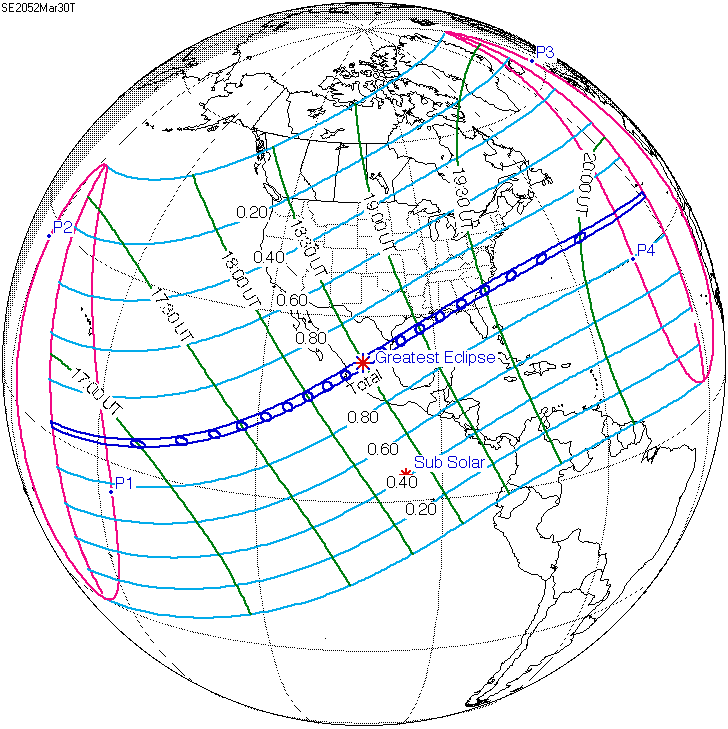
De zonsverduistering is de zien tussen de blauwe lijnen.

De totale zonsverduistering van 30 maart 2052 trekt veel over zee, maar is op land zichtbaar vanuit deze drie landen: Kiribati, Mexico en de Verenigde Staten.

## Lengte

### Maximum
Het punt met maximale totaliteit ligt in Mexico, vlak bij de stad Morelia, en duurt 4m08,1s.

### Limieten
| Fenomeen                    | Code | Tijdstip UTC |
| --------------------------- | ---- | ------------ |
| Eerste contact bijschaduw   | P1   | 15:52:57.8   |
| Eerste contact kernschaduw  | U1   | 16:50:23.5   |
| Kernschaduw compleet vanaf  | U2   | 16:52:05.1   |
| Bijschaduw compleet vanaf   | P2   | 17:55:47.3   |
| Maximum eclips              | GE   | 18:30:03.2   |
| Bijschaduw compleet t/m     | P3   | 19:04:02.9   |
| Kernschaduw compleet t/m    | U3   | 20:07:51.4   |
| Laatste contact kernschaduw | U4   | 20:09:36.5   |
| Laatste contact bijschaduw  | P4   | 21:06:59.9   |